# Pointe de Givet

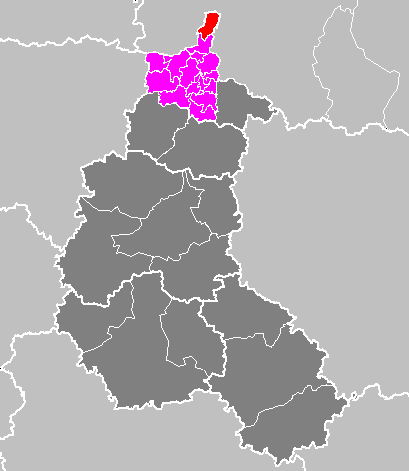
Het kanton Givet als uiterste noorden van de Franse uitstulping in de Belgische Ardennen

Met de pointe de Givet (ook botte de Givet, doigt de Givet, pointe des Ardennes in het Frans, Walonreye di France in het Waals) wordt het Franse gebied aangeduid in het uiterste noorden van het departement Ardennes, in de regio Grand Est, in het noordoosten van Frankrijk.  
Dit kleine gebied van ongeveer 25 km lengte op 10 km breedte in de vallei van de sterk meanderende Maas vormt een uitstulping omgeven door de Belgische provincie Namen. De belangrijkste steden in de pointe de Givet zijn Revin, Fumay en Givet. De pointe des Ardennes bevat de kantons Givet in het noorden en Revin in het zuiden, beide onderdeel van het arrondissement Charleville-Mézières. Zowel de Semois, op Frans grondgebied aangeduid als de Semoy, als de Houille monden op dit Frans grondgebied uit in de Maas.
Historisch behoorde het gebied geruime tijd tot het prinsbisdom Luik, weliswaar bij periodes geannexeerd door het graafschap Namen. Vandaar komt onder meer in het gebied het gebruik van het Waals dialect, eerder dan het Champenois. Vanaf het Verdrag van Nijmegen in 1678 is het gebied bij Frankrijk gevoegd.
Geografisch behoort het zuidelijke deel van de Pointe de Givet tot de Ardennen. Ten noorden hiervan wordt de Pointe doorsneden door de Calestienne, tussen Fagne in het westen en Famenne in het oosten. Ten noorden van de Pointe de Givet ligt de Condroz. De rijke fauna en flora van het gebied weerspiegelt zich in de klassering als Zone de Protection Spéciale in het Natura 2000 netwerk.
De aanwezigheid van de Maas als leverancier van koelwater is de formele verantwoording voor de keuze van de locatie van de kerncentrale van Chooz. Maar hoogstwaarschijnlijk is de echte reden van deze keuze het feit dat een groot gedeelte van het gebied onmiddellijk rond de centrale geen Frans grondgebied is. Er zijn samenwerkingsakkoorden tussen de Belgische en Franse overheid met betrekking tot de opmaak en uitvoering van noodplannen voor de centrale.